# Nematogmus nigripes
Nematogmus nigripes là một loài nhện trong họ Linyphiidae. Loài này được phát hiện ở Trung Quốc.